# Frank Dixon
Francis Joseph "Frank" Dixon (født 1. april 1878, død 29. november 1932) var en canadisk lacrossespiller, som deltog OL 1908 i London.
Dixon, som spillede målmand, blev olympisk mester i lacrosse under OL 1908 i London. Han var med på det canadiske lacrossehold, som vandt konkurrencen. Tre hold var tilmeldt, men Sydafrika trak sig, inden turneringen gik i gang, hvorefter mesterskabet blev afgjort mellem canadierne og det britiske hold. Spillet var ikke helt standardiseret, og der blev spillet efter regler, der var en krydsning mellem de regler, canadierne og briterne kendte. Kampen blev afvekslende med canadierne i front efter de to første quarters med 6-2. Efter pausen spillede briterne bedre og holdt 9-9, hvorved kampen endte 15-11 til canadierne.